# Châteauneuf (Loire)
Châteauneuf település Franciaországban, Loire megyében. Lakosainak száma 1700 fő (2022. január 1.). Châteauneuf Farnay, Rive-de-Gier, Sainte-Croix-en-Jarez, Longes, Tartaras és Chabanière községekkel határos.

## Népesség
A település népességének változása:
| Lakosok száma | 776  | 1173 | 1351 | 1463 | 1528 | 1559 | 1599 | 1630 | 1651 | 1700 |
|               | 1968 | 1982 | 1990 | 2006 | 2013 | 2015 | 2017 | 2019 | 2020 | 2022 |